# Oasis au Maroc

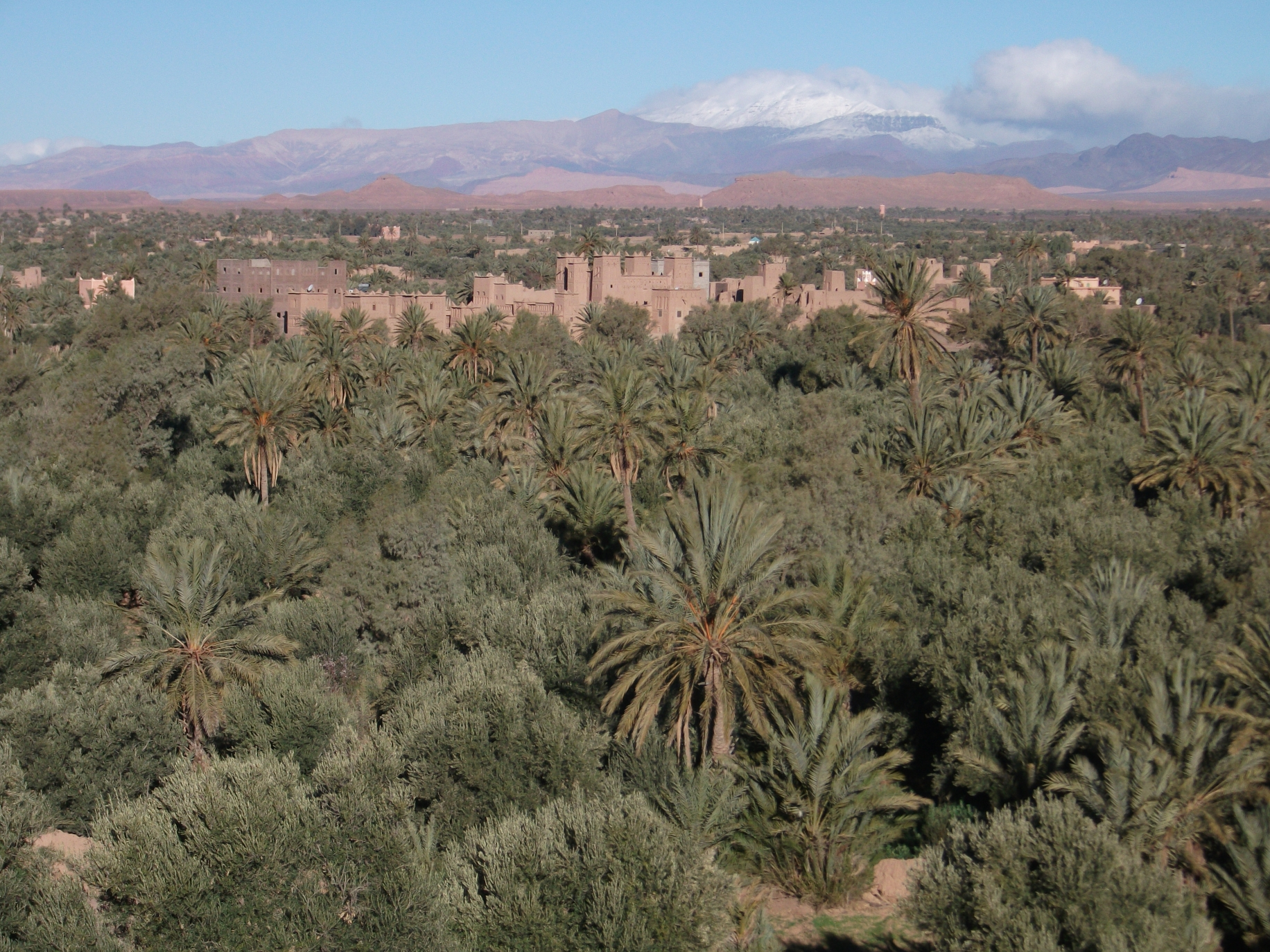
Oasis de Skoura

Les oasis au Maroc se situent dans des régions présahariennes irriguées par des cours d'eau qui prennent leur source dans le Haut et l'Anti-Atlas. Ces vallées verdoyantes doivent leur pérennité dans des milieux arides à des techniques d'irrigation mises au service d'une agriculture vivrière. Elles abritent traditionnellement des ksour, villages fortifiés, aujourd'hui abandonnés par leurs habitants. Une civilisation oasienne a rayonné grâce à des villes au bord de fleuves comme Sijilmassa, métropole florissante du Tafilalet aux VIIIe – XIe siècles. Les oasis ont connu une dégradatation accélérée de leur écosystème au cours du vingtième siècle et font l'objet actuellement de programmes de réhabilitation. Le Maroc a obtenu en 2000 le label réserve mondiale de biosphère de l’Unesco pour l’essentiel de ses oasis présahariennes, soit plus de 7 millions d’hectares, sous la dénomination de Réserve de biosphère des oasis du Sud marocain.

## Localisation

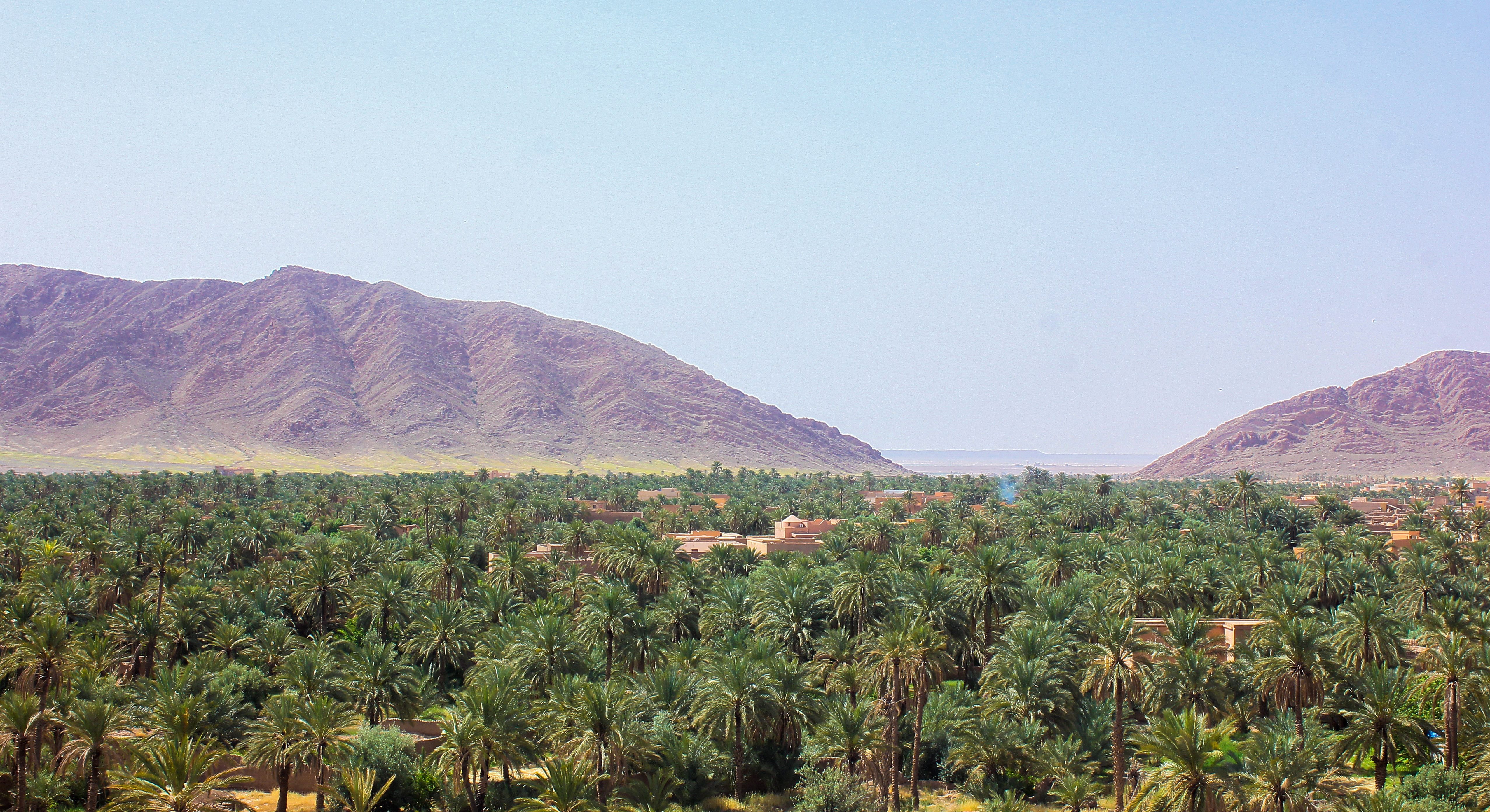
Oasis de Figuig

Les oasis marocaines se situent dans les régions en bordure du Sahara. Elles sont alimentées par les eaux des rivières qui débouchent des montagnes, à la différence des oasis du Grand Sahara, qui sont liées à la présence d'eaux fossiles, dans des nappes profondes. Ces cours d'eau apportent des éléments détritiques qui forment le sol des oasis, dit « limon gris des palmeraies ». La végétation se nourrit principalement de ces apports alluviaux.
Au sud-ouest du Maroc s'étend le Sahara Atlantique, quasiment sans oasis ; ce désert côtier est un espace pastoral où le nomadisme est très actif».

### Présahara au sud et sud-est des Atlas
Il s'agit du pays de Figuig, du Tafilalet, et du Drâa moyen. Le bassin du Drâa et les hauts bassins du Ziz et du Guir forment au sud et au sud-est des Atlas une amorce de désert continental. La région de Tafilalet abrite la plus grande oasis au monde, d'une superficie de près de 65 000 ha,.
Les oasis se suivent le long des cours d'eau descendus du Haut Atlas. Elles présentent des formes longilignes, de largeurs variables, allant de la centaine de mètres, à plus de 6 km dans le Drâa.

### Présahara au sud-ouest des Atlas, ou Présahara du Bas Drâa
Arrosé par les rivières de l'Anti-Atlas, le Présahara du sud-ouest des Atlas couvre la basse vallée du Drâa qui fonctionne « comme une longue gouttière s'étendant d'est en ouest au pied de l’Anti-Atlas», en aval de Mhamid, jusqu’au Foum Draa sur l’Atlantique.

## Agriculture et irrigation

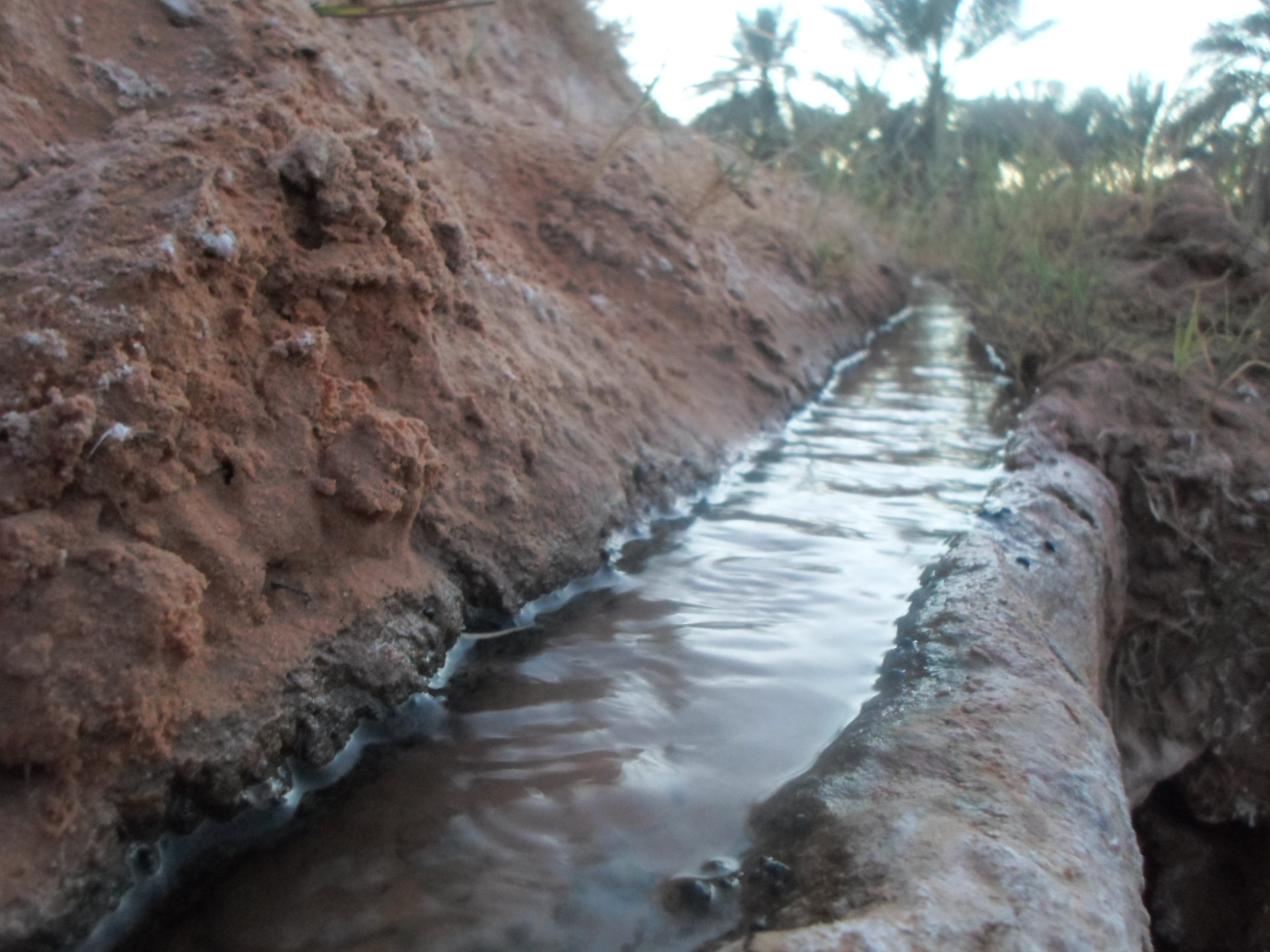
Une seguia

Par leur travail, les agriculteurs, mettant à profit les maigres ressources en eau, aménagent des oasis. Les parcelles comportent de grands arbres (palmiers dattiers), des arbustes (oliviers, grenadiers, abricotiers) ainsi que des légumes, des céréales, des fourrages. Les arbres sont entourés de cuvettes ; quant aux cultures, elles poussent sur de petites élévations de terre séparées par des sillons (culture sur billons). « L'agriculture oasienne s'inscrit dans une économie de subsistance fondée sur la polyculture ».
La distribution de l'eau est assurée par un réseau de canaux d'irrigation à ciel ouvert, appelés seguia ou saqiya, ainsi que par des bassins de stockage.
Le captage de l'eau puise dans les nappes phréatiques qui sont en réalité, dans le cas de ces oasis, des nappes artificielles, liées aux pratiques de l'agriculture intensive : l’infiltration locale des eaux d’épandage de crue a constitué ces réservoirs liquides du sous-sol. Les eaux de nappes phréatiques et de sources sont captées par forage ou traditionnellement grâce aux Khattara, « tunnels creusés dans les alluvions ou les piedmonts jusqu'aux nappes » souterraines (équivalents des qanat d'Iran et des foggara d'Algérie). Aujourd'hui les Khattara sont pour la plupart abandonnées, remplacées par des drains en plastique ou en terre cuite ; certaines d'entre elles toutefois, considérées comme une part du patrimoine hydraulique marocain, font l'objet de travaux de restauration.

## Le ksar, structure d'habitation oasienne traditionnelle
Le ksar est un village fortifié semblable à une petite médina, construit sur des terres non cultivables au bord des oasis. Il utilise un minimum d’espace, et se contente de services collectifs, pour éviter les dépenses d'eau inutiles.
Les maisons sont en terre. La construction en hauteur des ksour, la présence de murs d'enceinte et de tours de guet répondent à des besoins défensifs dans un contexte où les conflits entre tribus n'étaient pas rares. La construction en structure massive évite d'empiéter sur les parcelles de culture et protège du fort ensoleillement ; l'espace du ksar est marqué en effet par « une dominance de l'ombre ».
Le ksar est également une unité sociale et économique dans laquelle la question du partage des eaux occupe une place centrale. À l'exception des puits, qui sont des propriétés individuelles, les aménagements hydrauliques tels que les canaux souterrains ou les barrages de dérivation constituent des propriétés collectives, et supposent une gestion communautaire. Les ayants-droit à l'eau participent ainsi aux frais occasionnés par l'entretien des infrastructures techniques. Parmi les mesures de l'eau d'irrigation anciennes, on trouve la clepsydre (« tassa » ou « tighira »), qui décompte le temps de chaque ayant-droit.

## Civilisation oasienne
Les oasis ont été un espace prospère avant que le centre de gravité  économique du pays ne se déplace vers les côtes atlantique et méditerranéenne.

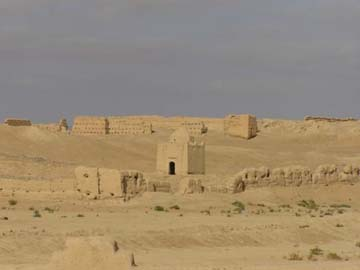
Vestiges de Sijilmassa (sur le site de l'actuelle Rissani).

La principauté de Sijilmassa, établie au milieu du VIIIe siècle au bord du Ziz, rayonnant à partir du Tafilalet, était une véritable capitale oasienne. Son épanouissement a précédé l'existence des deux grandes métropoles historiques que sont Marrakech et Fès. « Sijilmassa n’est rien moins que la première structure urbaine du Maroc musulman, et la seconde du Maghreb après Kairouan». Sa prospérité était liée à sa fonction agricole, dont témoigne l’étalement de ses vestiges sur 13 km, au long de la rive gauche du Ziz. La fortune de Sijilmassa provenait également du commerce, plus précisément du commerce caravanier de l’or avec le Soudan Occidental. Cette métropole du Tafilalet a pu ainsi maintenir son autonomie pendant trois siècles ; « après une période d’indépendance hégémonique, elle a été reléguée au statut de simple province, dans le cadre d’États centralisés, tels que ceux des Almoravides, Almohades et Mérinides».
Les Almoravides se sont inspirés du modèle des oasis dans leur aménagement de Marrakech, où ils ont planté une palmeraie, pour y tempérer le caractère aride de l'environnement et y former un « microclimat oasien » plus agréable. Cet îlot de verdure permettait de couper les vents et de mitiger leurs effets desséchants. Les Almoravides ont introduit aussi dans la plaine aride le système d'irrigation par les Khattara.
Au XVIe siècle, les chérifs de la dynastie saadienne sont originaires du Drâa moyen dans le Présahara. Au XVIIe siècle, les sultans de la dynastie alaouite, originaires du Tafilalet, œuvrent à rendre à cette région de l’éclat qu'elle avait perdu depuis la disparition de Sijilmassa, trois siècles plus tôt. « Moulay Rachid et Moulay Ismaïl ont exécuté un ambitieux programme de construction de barrages sur le Ziz et le Ghriss, ainsi que l’élaboration d’un réseau de canaux et de routes ».

## Dégradation des oasis au cours du vingtième siècle
Le Maroc a perdu deux tiers de ses oasis en un siècle. « Au cours du vingtième siècle, au Maroc, l'écosystème d'oasis s'est clairement détérioré en raison de multiples contraintes naturelles et anthropiques: sécheresse, salinité, maladie de Bayoud et absence de programmes de réhabilitation ». Le palmier est un indicateur de l'état de santé oasienne, or, des 15 millions de palmiers dattiers qui se dressaient dans les oasis de l’Atlas sud, il ne reste que 4 millions d’arbres. À la fin du XIXe siècle, le Maroc se classait au troisième rang mondial des pays producteurs de dattes ; près d'un siècle plus tard, il est devenu un importateur de produits de palmiers dattiers.

### Changement climatique, sécheresse
L'impact sur les oasis du réchauffement climatique a été souligné lors de la Conférence mondiale sur le climat COP22, qui s'est tenue à Marrakech. Les oasis ont longtemps été une protection contre la désertification, mais elles souffrent désormais de la sécheresse. Des invasions dunaires affectent certaines des oasis du Tafilalet et du Draa. « On estime l'ensablement des terres arables, dans le Tafilalet, à près de 500 hectares par an».

### Migrations, urbanisation
L'agriculture est devenue une activité relativement marginale.
Les ksour sont pour beaucoup d'entre eux abandonnés, en ruines, ou connaissent un processus de taudification. L'effritement des communautés qui y résidaient fait obstacle dans certains cas à leur restauration.

### Mauvaise gestion des eaux
La forte baisse de la nappe phréatique est une conséquence de sa surexploitation, et de la mauvaise gestion des eaux de surface. Sont en cause notamment l'installation de motopompes et le creusement de nouveaux puits sans autorisation, qui ont conduit à un assèchement des sources.

## Régénération de palmeraies
Les vastes palmeraies traditionnelles du Draa et du ZizTafilalt ont été en partie régénérées, grâce à la construction à l’amont des deux vallées de deux barrages modernes destinés à régulariser les débits.
Une campagne de plantation a débuté en 2010 ; trois millions de palmiers-dattiers ont été plantés au Maroc en 2018.